# Вирт, Альбрехт
Вильгельм Альбрехт Вирт (нем. Wilhelm Albrecht Wirth) (8 марта 1866 — 26 июня 1936) — немецкий  историк,  лингвист,  путешественник и этнограф.

## Жизнь
Как сын частного ученого и патентного поверенного Франца Ульпиана, он изучал историю во многих городах, среди которых были Прага, Цюрих, Рим, Париж и Бонн. После окончания он получил докторскую степень. В последующие годы он предпринял много поездок с целью обучения. Сначала он отправился в Южную Африку в 1892 году, а затем в 1893 году посетил гору Килиманджаро. Затем поездка привела его в Чикагский университет, где он был приглашенным профессором истории. Оттуда он отправился в Японию через Мексику. Он использовал пребывание в Маньчжурии и Корее, чтобы сообщать о происходившей там войне.
Другое путешествие приводит его на Формозу, где он провел несколько месяцев среди местного населения. Это первое кругосветное путешествие, длившееся четыре года, он закончил тем, что вернулся в Германию после пересечения Сибири. Затем он приехал на Кубу, когда там бушевала война. В качестве корреспондента он сообщил о «Битве при Сантьяго». Потом он предпринял второе кругосветное путешествие, которое привело его через Ближний Восток в Индию и снова в Южную Африку. В 1899 году там только что разразилась англо-бурская война. Путешествие по азиатскому континенту через Туркестан и Монголию привело его в Китай, где он стал свидетелем восстания боксеров в 1900 году.
Затем он вернулся во Франкфурт-на-Майне и в 1902 году женился на Фриде, дочери подполковника и владелицы поместья под названием Фрейя фон Шнайдер-Эгесторф.
Вирт также был членом немецкого народного союза обороны и наступления и сотрудником Фёлькишер бео́бахтер.